# Joaquim Agostinho
Joaquim Francisco Fernandes Agostinho (Torres Vedras, 7 aprile 1943 – Lisbona, 10 maggio 1984) è stato un ciclista su strada portoghese. Professionista dal 1968 al 1984, vinse quattro tappe al Tour de France classificandosi per due volte terzo e per otto volte nei primi dieci, senza però riuscire mai a vincere la corsa. In carriera si aggiudicò anche tre tappe alla Vuelta a España, tre edizioni del Giro del Portogallo e sei edizioni del campionato nazionale in linea.

## Carriera
Nato in un piccolo villaggio vicino a Torres Vedras, combatté per tre anni con l'esercito portoghese nell'Angola e nel Mozambico durante la guerra coloniale portoghese del 1961-1974. Qui si fece notare per la sua predisposizione al ciclismo. 
Joaquim Agostinho, «di media statura, ma con la costruzione di un rinoceronte», secondo Pierre Chany, fu scoperto da Jean de Gribaldy, ex ciclista e direttore sportivo. I due si incontrarono in Brasile nel 1968, quando Agostinho vinse la Volta a São Paulo, ed instaurarono un profondo legame.
A stagione inoltrata del 1969, De Gribaldy lo portò alla Frimatic, permettendogli di passare al professionismo e di correre il Tour de France, nel quale vinse due tappe. Iniziarono quindi i successi, accompagnati tuttavia anche da molte cadute, che ne caratterizzarono la carriera. Tra queste si ricorda quella occorsagli nella corsa francese nel 1970 a Divonne-les-Bains, nella quale riportò una commozione cerebrale: la mattina seguente risalì in sella e portò a termine il Tour de France. Al Tour subì delle cadute anche nelle due edizioni successive, dove si dimostrò uno dei migliori scalatori e avrebbe potuto lottare per la vittoria finale.
Corse per 13 volte la Grande Boucle, dal 1969 al 1983, classificandosi per due volte terzo nella classifica generale (1978 e 1979) e vincendo quattro tappe. Fu campione portoghese per sei anni consecutivi, dal 1968 al 1973, imponendosi come scalatore sia nella Vuelta a España che nel Tour de France, dove vinse una tappa all'Alpe d'Huez nell'edizione 1979. Rimase con De Gribaldy fino al 1973, quando passò prima con la Bic e poi con la Teka; ritornò con il suo "scopritore" nel 1978, alla Flandria.

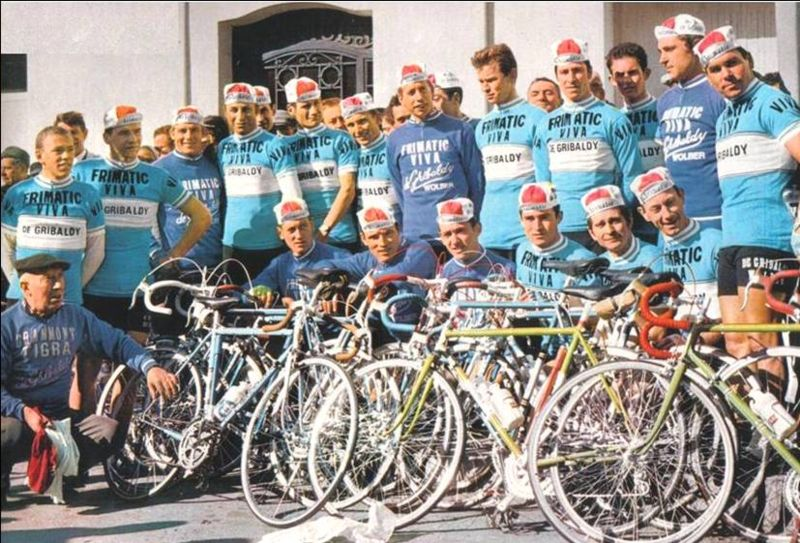
Il team Frimatic-De Gribaldy con Joaquim Agostinho sulla destra

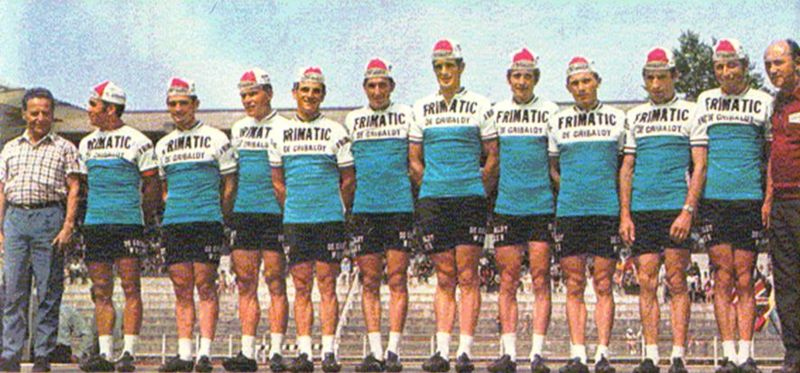
Il team Frimatic-Jean de Gribaldy nel 1970

Cadde tre volte nella rete dei controlli anti-doping: alla Volta a Portugal nel 1969, che aveva inizialmente vinto (gli venne inflitta una penalità di 15 minuti), e nel 1973 (inizialmente vincitore, fu declassato), e al Tour de France 1977, dove gli venne assegnata una penalità di 10 minuti.
Nell'aprile 1984, durante la Volta ao Algarve, gara a tappe che stava conducendo, a pochi metri dall'arrivo della tappa di Quarteira (Loulé), Agostinho urtò un cane entrato alla sede stradale, cadendo rovinosamente a poche centinaia di metri dall'arrivo e battendo pesantemente la testa. Risalì in sella e tagliò il traguardo accompagnato da altri corridori. Apparentemente soltanto stordito dalla botta, venne medicato dall'ambulanza e fece ritorno in albergo. Dopo due ore, però, venne portato all'ospedale di Faro, dove una radiografia evidenziò la rottura dell'osso parietale del cranio. Trasferito d'urgenza a Lisbona, cadde in coma durante il tragitto in ambulanza, morendo in ospedale dieci giorni dopo, senza essersi più ripreso.

## Palmarès
- 1968

G.P. de Loures
Campionati portoghesi, Prova in linea
Campionati portoghesi, Prova a cronometro
Classifica generale Volta a Sao Paulo
- 1969

3ª tappa G.P. de Porto
4ª tappa G.P. de Riopele
Classifica generale G.P. de Riopele
4ª tappa 2ª semitappa Giro del Lussemburgo (Lussemburgo > Lussemburgo, cronometro)
Campionati portoghesi, Prova in linea
Campionati portoghesi, Prova a cronometro
5ª tappa Tour de France (Nancy > Mulhouse)
14ª tappa Tour de France (La Grande-Motte > Revel)
1ª tappa G.P. Robbialac
2ª tappa G.P. Robbialac
Classifica generale G.P. Robbialac
18ª tappa, 2ª semitappa Volta a Portugal
Trofeo Baracchi
- 1970

1ª tappa Setmana Catalana (Castelldefels > Reus, valido come Trofeo Doctor Assalit)
Campionati portoghesi, Prova in linea
Campionati portoghesi, Prova a cronometro
8ª tappa, 1ª semitappa Volta a Portugal
14ª tappa, 1ª semitappa Volta a Portugal
14ª tappa, 2ª semitappa Volta a Portugal
16ª tappa, 2ª semitappa Volta a Portugal
Classifica generale Volta a Portugal
- 1971

1ª tappa G.P. du Sintra
2ª tappa G.P. du Sintra
Classifica generale G.P. du Sintra
Campionati portoghesi, Prova in linea
Campionati portoghesi, Prova a cronometro
1ª tappa Volta a Portugal
2ª tappa, 1ª semitappa Volta a Portugal
4ª tappa, 2ª semitappa Volta a Portugal
7ª tappa, 2ª semitappa Volta a Portugal
11ª tappa, 1ª semitappa Volta a Portugal
12ª tappa Volta a Portugal
13ª tappa, 1ª semitappa Volta a Portugal
16ª tappa, 2ª semitappa Volta a Portugal
Classifica generale Volta a Portugal
- 1972

2ª tappa G.P. du Sintra
Classifica generale GP du Sintra
1ª tappa, 1ª semitappa G.P. Torres
1ª tappa, 2ª semitappa G.P. Torres
Volta a Lisboa
2ª tappa, 2ª semitappa Giro di Svizzera (Soletta > Balmberg, cronometro)
8ª tappa, 2ª semitappa Giro di Svizzera (Olten > Olten, cronometro)
Campionati portoghesi, Prova in linea
Campionati portoghesi, Prova a cronometro
5ª tappa, 2ª semitappa Volta a Portugal
7ª tappa, 2ª semitappa Volta a Portugal
10ª tappa Volta a Portugal
15ª tappa, 2ª semitappa Volta a Portugal
Classifica generale Volta a Portugal
- 1973

1ª tappa, 1ª semitappa G.P. Estoril
1ª tappa, 2ª semitappa G.P. Estoril
Campionati portoghesi, Prova in linea
Campionati portoghesi, Prova a cronometro
Prologo Volta a Portugal (cronometro)
3ª tappa, 2ª semitappa Volta a Portugal
5ª tappa Volta a Portugal
9ª tappa, 1ª semitappa Volta a Portugal
10ª tappa Volta a Portugal
11ª tappa, 2ª semitappa Volta a Portugal
14ª tappa, 2ª semitappa Volta a Portugal
16ª tappa, 2ª semitappa Tour de France (circuito di Bordeaux-Lac, cronometro)
- 1974

14ª tappa Vuelta a España (Oviedo > Cangas de Onís)
19ª tappa, 2ª semitappa Vuelta a España (San Sebastián > San Sebastián, cronometro)
- 1975

5ª tappa G.P. Premio Clock
7ª tappa G.P. Premio Clock
8ª tappa G.P. Premio Clock
Classifica generale G.P. Premio Clock
Sao Joao dal Lampas
Tavira
- 1976

6ª tappa Vuelta a España (Cartagena > Cartagena, cronometro)
- 1977

3ª tappa, 1ª semitappa Vuelta a los Valles Mineros
3ª tappa, 2ª semitappa Vuelta a los Valles Mineros
- 1979

17ª tappa Tour de France (Moûtiers > Alpe d'Huez)
2ª tappa Grand Prix du Midi Libre
- 1984

4ª tappa Volta ao Algarve

### Altri successi
- 1968

Campionati portoghesi, Cronometro a squadre
- 1969

Campionati portoghesi, Cronometro a squadre
- 1970

Classifica combinata Volta a Portugal
- 1971

Classifica a punti Volta a Portugal
Classifica scalatori Volta a Portugal
Classifica combinata Volta a Portugal
- 1972

Classifica combinata Volta a Portugal
- 1973

Classifica combinata Volta a Portugal
- 1974

Collet d'Allevard
Criterium di Montastruc
Criterium di Serenac
- 1975

Circuito do Restaurante Alpendre
- 1976

Circuito di Viseu
- 1978

Criterium di Montbron
Criterium di Obernai
Criterium di Vailly-sur-Sauldre
- 1979

Criterium di Lescouet-Jugon
Criterium di Perpignan
Criterium di Prayssac
- 1980

Criterium di Garancières-en-Beauce
Criterium di Lamballe
Criterium di Obernai
- 1983

Criterium di Castillon-la-Bataille

## Piazzamenti

### Grandi Giri
- Giro d'Italia

1976: ritirato (12ª tappa)
- Tour de France

1969: 8º
1970: 14º
1971: 5º
1972: 8º
1973: 8º
1974: 6º
1975: 15º
1977: 13º
1978: 3º
1979: 3º
1980: 5º
1981: ritirato (18ª tappa)
1983: 11º
- Vuelta a España

1972: ritirato (8ª tappa)
1973: 6º
1974: 2º
1976: 7º
1977: 15º

### Classiche monumento
- Milano-Sanremo

1973: 87º
1977: 36º
- Liegi-Bastogne-Liegi

1972: 17º
- Giro di Lombardia

1969: ritirato

### Competizioni mondiali
- Campionati del mondo

Imola 1968 - In linea: 16º
Zolder 1969 - In linea: 15º
Mendrisio 1971 - In linea: ritirato
Gap 1972 - In linea: 42º
Barcellona 1973 - In linea: 20º

## Monumenti e tributi
- A Torres Vedras, in cima al Parque Verde da Várzea, c'è un monumento eretto in suo onore[6].
- Nei giardini di Silveira un suo monumento fu inaugurato il 14 maggio 1989[6].
- La strada Avenida Joaquim Agostinho conduce al centro di Santa Cruz[6].
- In Francia, alla 14ª curva della salita che conduce all'Alpe d'Huez, un busto in bronzo (alto 1.70 metri, e pesante 70 kg), montato su un piedistallo in granito, commemora la sua vittoria di tappa nel 1979.
- Nel 2000 i giornalisti di A Bola selezionarono Agostinho tra i quattro principali sportivi portoghesi del XX secolo, collocandolo dietro ad Eusébio, Carlos Lopes e Rosa Mota[6]